# La Chapelle-Montlinard
La Chapelle-Montlinard – miejscowość i gmina we Francji, w Regionie Centralnym, w departamencie Cher.
Według danych na rok 1990 gminę zamieszkiwało 506 osób, a gęstość zaludnienia wynosiła 30 osób/km² (wśród 1842 gmin Regionu Centralnego La Chapelle-Montlinard plasuje się na 680. miejscu pod względem liczby ludności, natomiast pod względem powierzchni na miejscu 797.).